# 理查德·亚当斯
理查德·喬治·亞當斯（英語：Richard George Adams，1920年5月9日—2016年12月24日）是英國的一名奇幻小說作家。亞當斯大學時就讀現代歷史，其後當兵參於二次大戰，戰事完結後從事公務工作。在兩名女兒的鼓勵下，他以兩年時間寫成小說《沃特希普荒原》，於1972年出版，自此亞當斯成為英國一名知名作家。2016年12月24日晚間，亞當斯安詳辭世，享耆壽96歲。

## 早年
1920年5月9日理查德·亞當斯出生於伯克郡紐伯里附近的Wash Common。1926年至1933年間在霍利斯希爾學校（Horris Hill School）讀書，1933年至1938年在布拉德菲爾德學院就讀。畢業后進入牛津大學伍斯特學院學習現代史。1940年7月加入英國陸軍參加第二次世界大戰，是皇家後勤部隊成員，曾在巴勒斯坦、歐洲和遠東服役，但並不曾參加對德或對日的正面戰鬥。
1946年退役后返回伍斯特學院繼續剩餘的兩年學業，1948年獲得文學學士學位，1953年獲得文學碩士學位。1948年畢業后成為住房和地方政府部的助理秘書，在擔任公務員職務期間開始寫作。

## 作家
最初亞當斯只是將其自己創作的《沃特希普荒原》講給自己的兩個女兒聽，但後者堅持讓她們的父親將其出版成書，而創作此書共花去了兩年時間。1972年在被四家出版社和三家出版機構退稿之後，該著作終於得以由Rex Collings出版。
接下來的數年間，《沃特希普荒原》在全球售出了數百萬本，也成為了經典的奇幻著作之一。為此亞當斯獲得了卡內基獎章和衛報兒童文學獎。1974年出版第二本小說《Shardik》，同時辭去公務員工作成為專職作家。1975年成為皇家文學學會成員。
理查德·亞當斯曾為佛罗里达大学和霍林斯大學的駐校作家。2016年12月24日在英國牛津逝世。

## 公眾形象
1982年，理查德·亞當斯擔任了為期一年的皇家防止虐待动物协会會長。

## 個人生活
2010年，亞當斯於其故鄉漢普郡惠特徹奇舉辦90大壽的慶生會，當時爵士曾致贈他一幅由當地藝術家繪製的畫作。亞當斯並為歌詠其故鄉寫了篇詩歌2016年12月24日，亞當斯逝世，享耆壽96歲。
亞當斯生前與其妻伊莉莎白，同住於惠特徹奇一處離他出生處10英里（16）的地方。《瓦特希普高原》的故事，就是取材自其兩個女兒，茱麗葉與羅莎蒙。

## 書籍
- 《沃特希普荒原》（Watership Down，1972） ISBN 978-0-7432-7770-9
- 《Shardik》（1974） ISBN 978-0-380-00516-1
- 《Nature Through the Seasons》（1975） ISBN 978-0-7226-5007-3
- 《The Tyger Voyage》（1976） ISBN 978-0-394-40796-8
- 《疫病犬的故事》（The Plague Dogs，1977） ISBN 978-0-345-49402-3
- 《The Ship's Cat》（1977） ISBN 978-0-394-42334-0
- 《The Adventures & Brave Deeds Of The Ship's Cat On The Spanish Maine: Together With The Most Lamentable Losse Of The Alcestis & Triumphant Firing Of The Port Of Chagres》（1977） ISBN 978-0-224-01441-0
- 《Nature Day and Night》（1978） ISBN 0-7226-5359-X
- 《魔夜情狂》（The Girl in a Swing，1980） ISBN 978-0-7139-1407-8
- 《The Iron Wolf and Other Stories》（1980） ISBN 978-0-517-40375-4
- 《The Phoenix Tree》 ISBN 978-0-380-76380-1
- 《The Legend of Te Tuna》（1982） ISBN 978-0-283-99393-0
- 《Voyage Through the Antarctic》 1982 ISBN 0-7139-1396-7
- 《Maia》（1984） ISBN 978-0-517-62993-2
- 《A Nature Diary》（1985）  ISBN 0-670-80105-4 / 978-0-670-80105-3
- 《The Bureaucats》 （1985） ISBN 0-670-80120-8, ISBN 978-0-670-80120-6
- 《Traveller》（1988） ISBN 978-0-394-57055-6
- 《The Day Gone By》（1990） ISBN 978-0-679-40117-9
- 《Tales from Watership Down》 （1996） ISBN 978-0-380-72934-0
- 《The Outlandish Knight》 ISBN 978-0-7278-7033-9
- 《Daniel》 ISBN 1-903110-37-8
- 《Gentle Footprint》（2010） ISBN 978-1-907335-04-4

## 外部連結
- 網路推理小說資料庫上的Richard Adams
- WorldCat 聯合目錄中理查德·亚当斯的著作或與之相關的著作
- Richard Adams at Wrecking Ball Press